# Masaomi Nakano
Masaomi Nakano (中野 雅臣 Nakano Masaomi?), född 9 april 1996 i Saitama prefektur, är en japansk fotbollsspelare.
Nakano började sin karriär 2014 i Tokyo Verdy. 2017 blev han utlånad till FC Imabari. Han gick tillbaka till Tokyo Verdy 2020.